# 德米特里滴血教堂
德米特里滴血教堂（俄语：Церковь Димитрия на Крови）又称圣特米特里浴血教堂（英語：Church of St. Demetrius on Blood），是一处坐落在伏尔加河畔乌格利奇克里姆林宫内的教堂。这里也是相传烏格里奇的德米特里被謀殺的地方。 
在2001年德米特里滴血教堂被联合国教科文组织列入世界遗产预备名单中。

## 历史
烏格里奇的德米特里于1591年在乌格利奇“滴血教堂”旧址的木质教堂离奇死亡。为了纪念这位小王子，1692年在旧址上重建了石质教堂，也就是今日的“滴血教堂”。

## 建筑
血红的墙体，蓝色的屋顶，装饰搭配白色的飞檐和壁柱。红色代表鲜血、白色代表纯洁、教堂蓝色的洋葱顶与星星代表着天堂，是人们对小王子能够在天堂中平安喜乐地生活的祝愿。

## 壁画

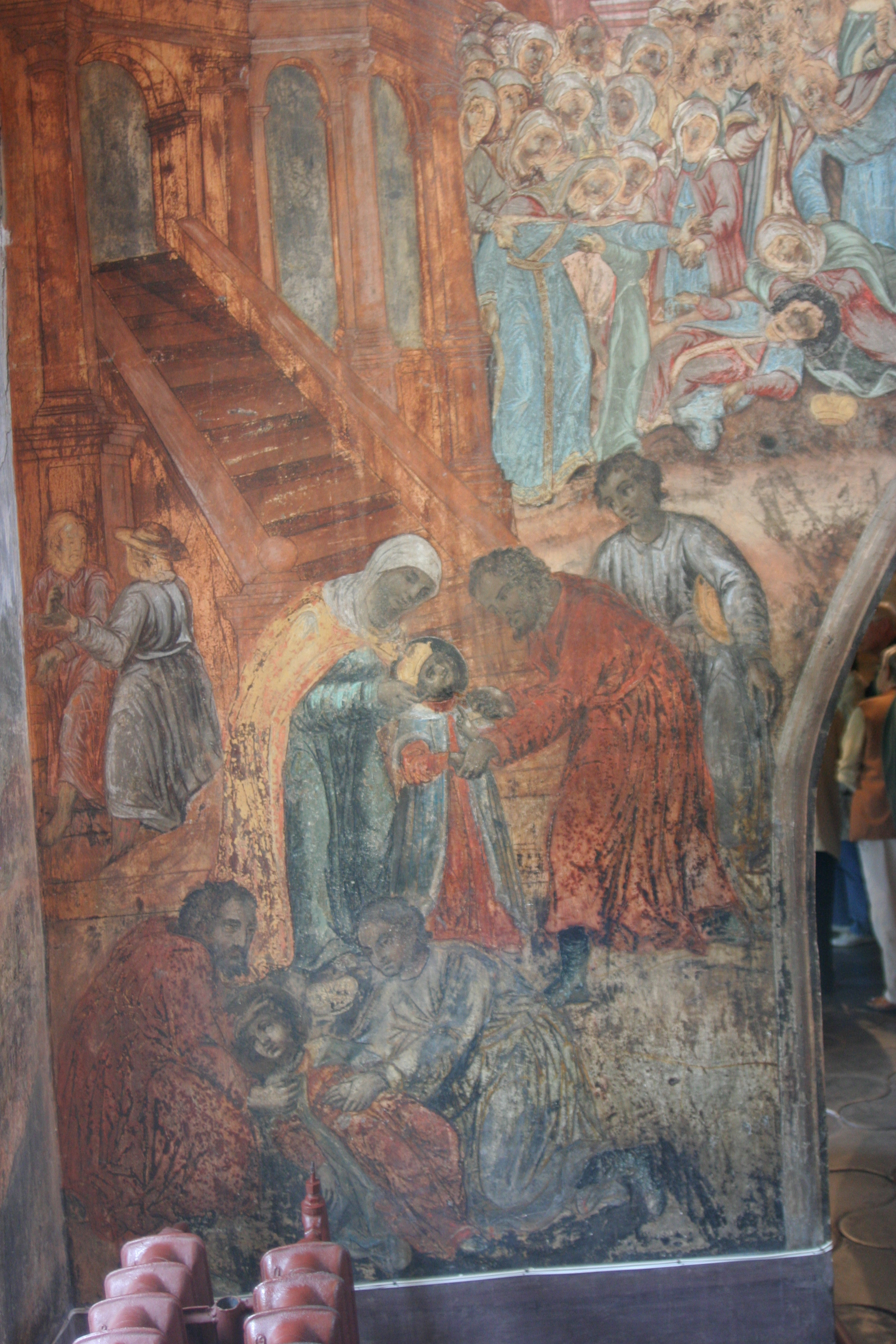
小王子德米特里被害的教堂壁画

教堂还保留了18世纪下半叶的画作，画作描绘了德米特里王子被害，以及因为小王子报仇杀死歹徒而被镇压的群众。教堂餐厅的壁画记载了圣经的创世纪篇：亚当和夏娃被逐出伊甸园。壁画描绘的是超现实主义版本裸体的亚当和夏娃，而这也是教堂里最早突破世俗的作品之一。

## 相关参见
- 叶卡捷琳堡诸圣堂 —俄罗斯东正教教会的教堂，位于俄罗斯叶卡捷琳堡，建于2003年。教堂为纪念尼古拉二世及其家族成员被枪决而建。
- 滴血救世主教堂 —俄罗斯东正教教会的教堂，位于俄罗斯圣彼得堡，建于1907年。教堂为纪念亚历山大二世在此地所受致命伤而建的。